# Yvron
L'Yvron ou ru de l'Yvron est un ruisseau coulant dans le département français de Seine-et-Marne. C'est un affluent de l'Yerres en rive gauche, donc un sous-affluent de la Seine.

## Géographie
L'Yvron est un cours d'eau calme, d'une profondeur maximale de quelques décimètres selon les endroits traversés. Le ruisseau, évoluant entièrement sur le perméable plateau briard, possède un débit très faible jusqu'à la confluence avec l'Yerres. Ses affluents sont partagés entre des rus pérennes et des rus intermittents. L'Yvron se trouve en effet sur une zone très infiltrante, son débit diminue sensiblement entre Courpalay et Pompierre.
Le parcours est sinueux, dans une vallée peu individualisée sauf en aval de Gastins, avec une orientation générale allant de l'est vers l'ouest pour rejoindre l'Yerres.
L'Yvron est le troisième plus long affluent de l'Yerres, très légèrement derrière la Visandre et la Marsange, mais devant au niveau du bassin versant.
De sa source à Chenoise, à son embouchure à Bernay-Vilbert, où il se jette dans l'Yerres, son cours fait 30,1 km.

### Description du cours
L'Yvron prend sa source sur la commune de Chenoise, en amont du hameau de Combles, à une altitude de 163 mètres. Ce n'est alors, à l'instar des rus de la Brie, qu'un cours d'eau intermittent au débit insignifiant. Le ru est rapidement busé sur une longueur de 2 200 mètres pour réapparaître au niveau de la station d'épuration située en aval de Chenoise. L'Yvron passe au sud de la forêt domaniale de Jouy, traverse la RD 12 en bordure des communes de Cucharmoy et Saint-Just-en-Brie. Le ru prend un fond de vallée boisé (fond des Fourneaux) en entrant sur le territoire de Vieux-Champagne. 
L'Yvron reçoit un ru en rive droite venant de la forêt domaniale de Jouy et devient pérenne. L'Yvron passe au nord de Châteaubleau et traverse la RD 209 (ancienne Via Agrippa) et entre sur le territoire de La Croix-en-Brie, traverse les RD 49 puis RD 76 et reçoit le ru de Sainte-Anne en rive gauche.
Le ruisseau reçoit ensuite en rive gauche le ru de Pras, remonte vers le nord-ouest et traverse la RD 12. L'Yvron reçoit alors le ru des Planches en rive droite et entre sur le territoire de Clos-Fontaine pour aller au nord vers Gastins où il traverse la RD 56. Le ruisseau reprend une route sinueuse vers le nord-ouest dans une vallée plus affirmée. L'Yvron fait la limite entre La Chapelle-Iger et Courpalay et reçoit son affluent principal en rive droite, le ru de Vallière. L'Yvron entre à Courpalay, passe devant le village, traverse la RD 201, reçoit deux rus en rive gauche et passe devant le hameau de Grand Bréau. Le ruisseau fait alors brièvement la limite entre Bernay-Vilbert et Aubepierre-Ozouer-le-Repos avant de traverser la RD 211 et rejoindre l'Yerres devant le hameau de Pompierre (Bernay-Vilbert), à une altitude de 80 mètres.

### Communes et cantons traversés
Chenoise-Cucharmoy ~ Saint-Just-en-Brie ~ Vieux-Champagne ~ Châteaubleau ~ La Croix-en-Brie ~ Clos-Fontaine ~ Gastins ~ La Chapelle-Iger ~ Courpalay ~ Aubepierre-Ozouer-le-Repos ~ Bernay-Vilbert.

### Bassin versant
Le bassin versant de l'Yvron, qui s'étire d'est en ouest, constitue la partie sud-est du bassin de l'Yerres. Il couvre environ 161 km2 dans le département de Seine-et-Marne. Il intéresse 15 communes et environ 5 000 habitants.
La surface de ce bassin est couverte à 90 % de cultures, 7 % de forêts et 3 % de zones artificialisées.
Les zones artificialisées concernent les villages dispersés, les principaux étant Courpalay et Chenoise.
L'Yvron organise un territoire de la Brie centrale, au sud de celui de la Visandre. Les communes du bassin versant appartiennent à la Communauté de communes du Provinois (ancienne Communauté de communes de la Gerbe) en amont, à la Communauté de communes de la Brie nangissienne dans la partie centrale et à la Communauté de communes les Sources de l'Yerres en aval.

### Organisme gestionnaire
La gestion de l'Yvron est assurée par le Syndicat Mixte du Ru d'Yvron.
Le syndicat a pour objet l'entretien et l'aménagement de l'Yvron sur le territoire des communes adhérentes.
Un SAGE (Schéma d'aménagement et de gestion des eaux), élaboré depuis 2002 sous l'égide de la CLE (commission locale des eaux) du bassin versant de l'Yerres, a été approuvé par arrêté interpréfectoral le 13 octobre 2011. Il établit des préconisations permettant d'atteindre les objectifs de bon état des eaux imposés par la Directive Cadre Européenne sur l’Eau (DCE).

## Principaux affluents
L'Yvron reçoit quatre affluents principaux. Par ordre géographique, d'amont en aval :
- Ru de Sainte-Anne (rg[note 1]), 6,8 km, qui prend sa source au nord du village de Vieux-Champagne, passe au sud de Châteaubleau et reçoit le ruisseau Baillon.
- Ru de Pras (rg), qui prend sa source au niveau de la RD 619 à Vanvillé où il s'appelle ru des Grilles jusqu'à Rampillon.
- Ru des Planches, 4,4 km, intermittent, qui prend sa source à l'ouest du hameau de Bruille (La Croix-en-Brie).
- Ru de Vallière (rd), 12,5 km, qui prend sa source au hameau du Plessis-Hainaut (Saint-Just-en-Brie) au niveau de la RD 209, reçoit le ru de la Marnaucon en rive droite, traverse la RD 215, reçoit le ru de Mélenfroy en rive droite, passe devant le Château de Champgueffier puis traverse la RD 49.

## Hydrologie
L'Yvron est un ruisseau irrégulier à l'instar des autres cours d'eau de la Brie.
Le module de l'Yvron n'est pas connu. L'Yvron présente de très importantes fluctuations saisonnières de débit, avec des hautes eaux d'hiver-printemps de décembre à début avril inclus (avec un maximum en février), et des basses eaux d'été de mai à novembre inclus (avec un minimum en août et en septembre).
En période d'étiages sévères, l'Yvron tombe quasiment à sec. Tout comme l'Yerres, le ruisseau est très dépendant du niveau de la nappe phréatique, du fait de la nature très perméable du sol. En période hivernale, le débit peut monter à 1 m3/s.
Les crues qui surviennent peuvent être importantes. La faible pente motrice se traduit par des débordements fréquents et généralisés lors des crues. Les conséquences restent très limitées car seules de rares habitations sont directement au contact du ruisseau.
L'Yvron, tout comme l'Yerres est un ruisseau peu abondant, alimenté par des précipitations réduites. La lame d'eau écoulée dans son bassin versant est de 109 millimètres annuellement, une des plus faibles de France, nettement inférieure tant à la moyenne de la totalité du bassin de la Seine (220 millimètres), qu'à la moyenne d'ensemble de la France. Le débit spécifique (ou Qsp) atteint 3,4 litres par seconde et par kilomètre carré de bassin.

## Aménagements et écologie

### Protection de la vallée de l'Yvron et de ses abords
La vallée de l'Yvron n'est pas classée mais présente certain un intérêt écologique et paysager dans la Brie centrale, traversant un territoire partagé entre petits espaces boisés et espaces ouverts.

### Qualité des eaux
L'Yvron, à l'instar des autres cours d'eau de la Brie centrale, affiche une mauvaise qualité des eaux.

## Histoire
L'Yvron trouverait son appellation du celtique Ebriurecon[réf. souhaitée] qui est le nom d'un sanctuaire gaulois et gallo-romain retrouvé lors de fouilles archéologiques dans le village de Châteaubleau en Seine-et-Marne. D'autres auteurs, parmi lesquels Bertrand Debatty, considèrent plus volontiers une étymologie en « Equoranda », un toponyme qui signale une frontière formée par un cours d'eau. De fait, l'Yvron se trouve sur la limite entre les Sénons et les Meldes, limite qui sera conservée par les évéchés de Sens et de Meaux.
La voie gallo-romaine Chemin Paré, qui reliait Melodunum (Melun) à Iantinum (Meaux), traverse l'Yvron devant le hameau de Pompierre.
Le ruisseau était situé à la frontière occidentale du comté de Champagne à la limite des terres du roi de France, le long de la Haye de Brie.